# ريتشارد ن. بيري
ريتشارد ن. بيري هو سياسي أمريكي، ولد في 4 نوفمبر 1915 في مالدن في الولايات المتحدة، وتوفي في 31 يناير 2018. نشط حزبياً في Maine Republican Party ‏ والحزب الجمهوري. وقد انتخب عضو مجلس نواب مين ‏.